# Kraftwerk Veytaux
Das Kraftwerk Veytaux ist ein im Schweizer Kanton Waadt gelegenes Pumpspeicherkraftwerk.
Das Kraftwerk gehört der 1963 gegründeten Forces Motrices Hongrin-Léman SA. An diesem Unternehmen sind Romande Energie zu 41,13 %, Alpiq zu 39,13 %, Groupe E zu 13,13 % und die Stadt Lausanne zu 6,43 % beteiligt.

## Technik
Das Kraftwerk nutzt die Höhendifferenz zwischen dem Stausee Lac de l’Hongrin (1255 m ü. M.), in den der Hongrin und der Petit Hongrin fliessen, und dem Genfersee (377 m ü. M.). Das Wasser fliesst dabei aus dem Stausee über eine 8 km lange Leitung zum Kraftwerk. Das Kraftwerk verfügt über vier Maschinensätze mit jeweils zwei Peltonturbinen mit einer Leistung von insgesamt 240 Megawatt (MW). Ausserdem stehen vier Pumpen zur Verfügung. Die mittlere Jahresproduktion beträgt 520 GWh Elektroenergie, die ins Stromnetz eingespeist werden.

## Kraftwerk Veytaux II (FMHL+)
Mit einer Investition von 331 Millionen Franken wurde die neue Zentrale FMHL+ erstellt. Die Leistung des Kraftwerks wurde von 240 MW auf 480 MW gesteigert, was eine jährliche Stromerproduktion von 1000 GWh ermöglichen soll. Dafür wurden zwei Pumpturbinen-Maschinensätze mit jeweils 120 MW in einer unterirdischen Kaverne in der Nähe der bestehenden Zentrale errichtet, wovon 60 MW als Reserve dienen und somit im Normalfall insgesamt 420 MW zur Verfügung stehen werden. Eine Machbarkeitsstudie hierzu wurde 2007 erstellt. Die Genehmigung wurde 2010 erteilt und die Bauarbeiten begannen 2011. Die Anlage wurde 2016 in Betrieb genommen.